# Glère
Glère is een gemeente in het Franse departement Doubs (regio Bourgogne-Franche-Comté) en telt 210 inwoners (2005). De plaats maakt deel uit van het arrondissement Montbéliard.

## Geografie
De oppervlakte van Glère bedraagt 15,6 km², de bevolkingsdichtheid is 13,5 inwoners per km². De gemeente grenst in het noorden aan Zwitserland.

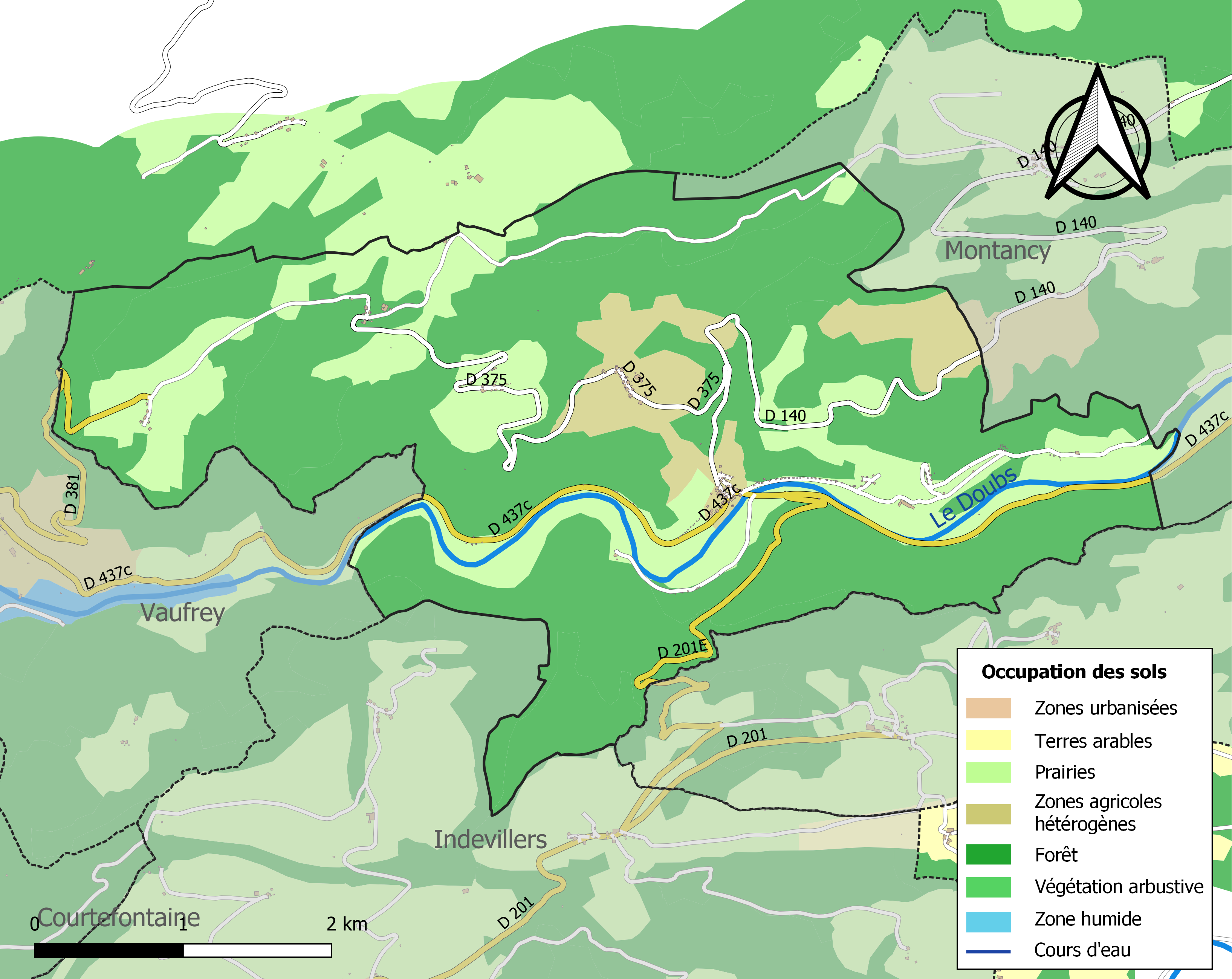
Kaart van de gemeente met de belangrijkste infrastructuur, bodemgebruik en omliggende gemeenten

## Demografie
Onderstaande figuur toont het verloop van het inwonertal (bron: INSEE-tellingen).